# Oculus (film)
Oculus is een Amerikaanse horrorfilm uit 2013 onder regie van Mike Flanagan. Het scenario is gebaseerd op een korte film van Flanagan zelf, Oculus: Chapter 3 - The Man with the Plan. De première van Oculus vond plaats op 8 september 2013, tijdens het Toronto International Film Festival.

## Vertelstructuur
De inhoud van Oculus bestaat uit twee delen. In het ene zijn hoofdpersonages Kaylie en Tim Russell kinderen. Het andere speelt zich elf jaar later af, wanneer ze allebei volwassen zijn. De film schakelt van begin tot eind voortdurend tussen gebeurtenissen in deze twee tijdslijnen.

## Verhaal

### 2002
Kaylie (12) en Tim Russell (10) betrekken met hun ouders Alan en Marie een nieuw huis. Hun vader schaft een antieke spiegel aan om die hier in zijn werkkamer te hangen. Hiermee haalt hij zonder het te weten een kwaadaardige kracht in huis. Marie begint onder invloed hiervan zaken te zien die er niet zijn en raakt hoe langer hoe verwarder. Alan raakt intussen meer en meer geobsedeerd door de spiegel. Hij komt zijn kantoor steeds minder uit. Wanneer Marie op een dag doorslaat en haar kinderen aanvalt, komt Alan tussen beiden. Hij brengt zijn vrouw naar hun slaapkamer. Hij zegt tegen zijn kinderen dat ze haar daar niet mogen storen omdat ze in bed ligt om uit te rusten. In werkelijkheid legt hij haar met een ketting om haar nek vast aan de muur.
Wanneer het voedsel in huis op raakt, dringt Kaylie er bij haar vader op aan dat hij boodschappen moet doen. Ze dringt niet tot hem door. Hij heeft alleen maar oog voor de spiegel. Kaylie klopt voor hulp aan bij de buren, maar die nemen haar niet serieus. Ze probeert vervolgens verschillende hulpinstanties te bellen, maar die vertellen haar stuk voor stuk dat ze haar vader moet laten bellen. Na een aantal pogingen beseft ze dat al haar telefoontjes beantwoord worden door exact dezelfde stem.
Op een avond maakt Alan zijn vrouw los. Marie is inmiddels totaal verwilderd. Ze heeft verschillende tanden uitgetrokken bij zichzelf en haar mond verminkt door op scherven aardewerk te kauwen. Zodra ze los is, gaat Marie achter de kinderen aan. Ze achterhaalt Kaylie en begint haar te wurgen. Marie krijgt net op tijd een helder moment, zodat ze haar grip verzwakt en haar dochter niet vermoordt. Alan ziet zijn vrouw op Kaylie zitten en schiet Marie dood. Vervolgens krijgt ook hij een helder moment. Hij stopt daarom zijn geweer in Tims hand en zet de loop op zijn eigen voorhoofd. Daarna helpt hij Tim de trekker over te halen. Wanneer de politie arriveert, neemt die Tim mee naar een psychiatrische inrichting. Hij krijgt de schuld van het doden van zijn vader en gaat een jarenlang behandeltraject in. Terwijl de politiewagen wegrijdt met hem, ziet Tim geestverschijningen van zijn ouders vanachter een raam van het huis naar hem kijken.

### 2013
Tim wordt na elf jaar behandeling genezen verklaard en ontslagen uit het psychiatrische ziekenhuis. Zijn artsen hebben hem ervan overtuigd dat er niets bovennatuurlijks heeft plaatsgevonden in zijn jeugd. De behandelingen hebben hem geleerd dat hij dat alleen dacht doordat zijn brein valse herinneringen fabriceerde. Dit uit ontkenning van en het ontwijken van de verantwoordelijkheid voor wat er werkelijk is gebeurd.
Kaylie haalt haar broer op uit de kliniek. Ze heeft de spiegel door middel van haar werk in een veilinghuis teruggevonden en opnieuw naar hun ouderlijk huis laten brengen. Kaylie heeft de woning geërfd en nooit verkocht. Ze neemt Tim ermee naartoe om opnieuw de confrontatie met de spiegel aan te gaan. Zij weet dat de spiegel hun ouders wel degelijk tot hun daden dreef. Kaylie wil die uiteindelijk vernietigen, maar eerst bewijzen dat er wel degelijk een kwade kracht in huist en zo de naam van hun ouders zuiveren. Ze heeft de spiegel daarom omringd door videocamera's. Aan het plafond hangt een verzwaarde haak aan een paal die automatisch naar beneden komt om de spiegel kapot te slaan als ze één uur lang de tijdschakelaar hierop niet opnieuw opwindt. Dit als veiligheidsmaatregel, in het geval dat de kwade kracht in de spiegel te sterk blijkt voor haar Tim en haar. Kaylie heeft toen ze twaalf was gezien dat de spiegel zich voedde met de levenskracht van hun hond en de planten in het huis. Daarom heeft ze de woning opnieuw vol gezet met planten. Dit om op elk moment te zien hoe ver de macht van de spiegel op dat moment reikt. Zo weet ze binnen welke zone ze haar eigen waarnemingen kan vertrouwen en waar niet. Wanneer de planten in een ruimte plotseling dood zijn, heeft de spiegel daar inmiddels macht.
Kaylie heeft een studie gemaakt van het verleden van de spiegel. Ze heeft achterhaald dat er sinds halverwege de achttiende eeuw meer dan twintig eigenaars hiervan op merkwaardige manieren aan hun einde zijn gekomen. Tim blijft zich verzetten tegen het feit dat er iets bovennatuurlijks in de spiegel huist. Bijna overtuigt hij Kaylie ervan dat ook zij lijdt aan valse herinneringen. Dit ook doordat er tijdenlang niets merkwaardigs gebeurt in huis. Dan blijken de camera's plotseling op elkaar gericht, in plaats van op de spiegel. Op de videobeelden is te zien dat Kaylie en Tim de apparatuur zelf hebben verzet. Dit terwijl ze in hun herinnering samen in een andere kamer waren toen dat gebeurde. De spiegel heeft ze laten hallucineren. Vanaf dat moment wordt het voor de twee steeds moeilijker om werkelijkheid en waanbeelden uit elkaar te houden. Zo voorkomt de spiegel ook dat ze het glas simpelweg kapot kunnen slaan. Telkens wanneer ze dat proberen, missen ze op de een of andere manier doel.
Kaylie en Tim besluiten in de tuin om hulp te bellen en af te wachten tot er een uur voorbijgaat. De verzwaarde haak zou de spiegel dan automatisch moeten vernietigen. Wanneer Kaylie om hulp belt, realiseert ze zich dat ze steeds weer dezelfde stem aan de lijn krijgt als toen ze dat als kind probeerde. Daarom gaat ze opnieuw met Tim naar binnen om zelf een einde te maken aan de groeiende macht van de spiegel. Binnen valt een verschijning van haar moeder haar aan. Ze verdedigt zich door die neer te steken. Het slachtoffer blijkt in werkelijkheid haar vriend, Michael. De spiegel zorgde er alleen voor dat zij hem voor haar moeder aanzag.
Heden en verleden lopen door elkaar heen. De twaalfjarige Kaylie ziet een volledig gezonde, liefdevolle versie van haar moeder vanuit de spiegel naar haar wenken. Het meisje vliegt in haar armen en omhelst haar. In het heden wil de volwassen Tim eigenhandig een einde aan de spiegel maken door de verzwaarde haak handmatig te ontkoppelen. Zodra de paal naar voren zwaait, doorboort de haak niet de spiegel, maar de volwassen Kaylie. Zonder dat Tim dit kon zien, stond zij recht voor de spiegel, op exact dezelfde plek als waar de twaalfjarige versie van haar hun moeder omhelsde.
Er arriveren politieagenten die Tim arresteren. Na het zien van de doden binnen, voeren ze hem opnieuw af, net als elf jaar eerder schreeuwend over de spiegel. Terwijl de politiewagen wegrijdt, ziet Tim geestverschijningen van zijn ouders, Kaylie en andere voormalige eigenaars van de spiegel vanachter een raam van het huis naar hem kijken.

## Rolverdeling
| Acteur           | Personage            |
| ---------------- | -------------------- |
| Karen Gillan     | Kaylie Russell       |
| Brenton Thwaites | Tim Russell          |
| Annalise Basso   | jonge Kaylie Russell |
| Garrett Ryan     | jonge Tim Russell    |
| Rory Cochrane    | Alan Russell         |
| Katee Sackhoff   | Marie Russell        |
| James Lafferty   | Michael              |
| Miguel Sandoval  | dokter Graham        |
| Katie Parker     | Annie                |
| Kate Siegel      | Marisol              |